# (6253) 1992 FJ
(6253) 1992 FJ (1992 FJ, 1982 JH3) — астероїд головного поясу, відкритий 24 березня 1992 року.
Тіссеранів параметр щодо Юпітера — 3,607.